# Avianense
Avianense é uma empresa portuguesa de chocolates fundada em Viana do Castelo em 1914, e posteriormente localizada em Durrães, no concelho de Barcelos. É considerado como o mais antigo fabricante de chocolates em Portugal.

## Descrição

### Localização e produtos
A empresa conta com uma fábrica para a produção de chocolates, que funciona igualmente como museu, situada em Durrães, no concelho de Barcelos. A antiga unidade industrial da marca, localizada na Rua do Gontim, no centro de Viana do Castelo, foi convertida num centro multifuncional dedicado ao chocolate, com um hotel, loja, museu e restaurante.
A marca conta com vários produtos de grande sucesso no mercado nacional, como as sombrinhas de chocolate e as tabletes 10/R, sendo o seu ex-libris os bombons Imperador, produzidos com chocolate de leite e amêndoa torrada nacional.

## História

### Fundação e primeiros anos
Foi fundada em 1914 pelos sócios António José Rodrigues Lima e João Felgueiras, sendo o fabricante mais antigo de chocolates em território nacional. Em 1992 iniciou as suas operações numa nova fábrica, que funcionou até 2004.
Em 1934 iniciou uma nova unidade de negócio, a torrefacção de café, tendo o crescimento da produção levado à expansão da unidade fabril. Em 1940 introduziu vários novos produtos, nomeadamente as Tabletes, Landim, Fim d’Ano, Lembrança de Viana, Leões, Pastas, João Ratão e Comemorativo. A empresa continuou a crescer, tendo em 1946 inaugurado depósitos em Coimbra e no Porto, para facilitar a distribuição dos seus produtos. Em 1954 lançou um novo produto de sucesso, os sorteios de bolinhas coloridas formados por caixas que podiam ser furadas.

### Declínio e falência
Em 1961 faleceu António Lima. A empresa entrou em crise no período após a Revolução de 25 de Abril de 1974, levando à produção de chocolates com base em sucedâneos, de pior qualidade.
Nos princípios da década de 2000, já a empresa se encontrava em graves problemas económicos, tendo em 2003 arrancado um processo de recuperação financeira. Porém, em 24 de Setembro de 2004 a Sociedade Lima e Limas, que então administrava a marca, foi declarada como em falência pelo Tribunal Judicial de Viana do Castelo. levando ao seu encerramento, dando então emprego a 48 trabalhadores. Nessa época, a empresa tinha dívidas superiores a dois milhões de Euros, sendo o maior credor o governo português.

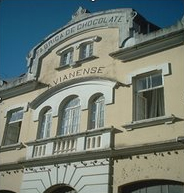
Antigas instalações da Fábrica Avianense, no centro de Viana do Castelo, em 2009.

### Recuperação e expansão da marca
A marca, os equipamentos e a frota foram adquiridos pelo empresário Luciano Costa, que em Agosto de 2005 transferiu a produção para uma unidade em Durrães, no concelho de Barcelos, que originalmente funcionava como uma fábrica de confecções. A marca conheceu um grande desenvolvimento sob a nova gestão, tendo atingido em 2010 uma facturação superior a meio milhão de Euros, e uma produção de mais de 100 toneladas de chocolate. Entretanto, em 2008 foi introduzido um novo produto, que consistia em bombons de chocolate negro.
Em 3 de Novembro de 2011, a Rádio Geice noticiou que tinha sido apresentada uma proposta para a recuperação da antiga fábrica da Avianense, que iria abranger tanto uma área comercial, incluindo um hotel temático dedicado ao chocolate, como uma residencial. O então presidente da Câmara Municipal, José Maria Costa, classificou esta intervenção como um «investimento importante», que iria permitir a abertura de uma nova rua, entre a antiga fábrica e a área do antigo Governo Civil. Em 22 de Abril de 2012, o jornal Público referiu que além da unidade hoteleira, o empreendimento iria incluir igualmente um restaurante e um centro interpretativo sobre o chocolate, num investimento de cerca de um milhão de Euros. Este hotel foi inaugurado em Junho de 2014.
Em 2015 foi inaugurado o Museu Avianense, no interior da fábrica, e nesse ano foi igualmente instalada a primeira loja franchisada da marca, em Viana do Castelo. Em 25 de Julho desse ano, o Jornal de Negócios noticiou que a marca esteve presente na Feira Internacional de Luanda, e que Luciano Costa estava em negociações com investidores angolanos, no sentido de instalar uma unidade fabril em Luanda, num investimento superior a cinco milhões de Euros. Em Novembro desse ano inaugurou uma nova fábrica, igualmente situada em Durrães, que empregava quinze funcionários e iria produzir trezentos quilos de chocolate por dia, num investimento de cerca de 1,5 milhões de Euros. Além das instalações industriais em si, o novo edifício albergava igualmente o Museu dos Chocolates Avianense, dedicado à história da empresa, e que contava com um auditório com capacidade para 64 pessoas. No ano seguinte a empresa abriu uma segunda loja, em Barcelos.
Na Páscoa de 2020, a empresa sofreu uma quebra de vendas na ordem dos 50%, devido às medidas restritivas introduzidas para combater a Epidemia de Covid-19, levando ao lay-off dos quinze funcionários da fábrica. Nesse ano fez parte de uma campanha solidária, em conjunto com a Vieira de Castro e outros grandes fabricantes nacionais, na qual parte das receitas das vendas de doces da Páscoa iria ser entregue ao Serviço Nacional de Saúde.